# Shantipur (Mechi)
Shantipur, ook Santipur, is een dorpscommissie (Engels: village development committee, afgekort VDC; Nepalees: panchayat) in het oosten van Nepal, gelegen in het district Ilam in de Mechi-zone. Ten tijde van de volkstelling van 2001 had het een inwoneraantal van 5120 personen, verspreid over 1048 huishoudens; in 2011 waren er 5158 inwoners, verspreid over 1192 huishoudens.